# R. F. Kuang
Rebecca F. Kuang ( 匡靈秀S; Canton, 29 maggio 1996) è una scrittrice cinese-statunitense di fantasy.

## Biografia
La famiglia emigrò negli Stati Uniti quando aveva 4 anni.  Il suo primo romanzo La guerra dei papaveri è stato pubblicato nel 2018. Il secondo romanzo, La repubblica del Drago, è uscito nel 2019, nel 2020 il terzo, La Dea in Fiamme. Nel 2022 è uscito Babel e nel 2023 Yellowface. Dopo aver studiato storia e cultura cinese a Cambridge e a Oxford, è rientrata negli Stati Uniti dove sta conseguendo un dottorato in Lingue e Letterature dell'Estremo Oriente a Yale.